# Nughedu Santa Vittoria
Nughedu Santa Vittoria (sardinski: Nughèdu Santa Itòria) je grad i općina (comune) u pokrajini Oristanu u regiji Sardiniji, Italija. Nalazi se na nadmorskoj visini od 496 metara i ima 485 stanovnika.
 Prostire se na 28,57 km². Gustoća naseljenosti je 17 st/km².
Susjedne općine su: Ardauli, Austis, Bidonì, Boroneddu, Neoneli, Olzai i Sorradile.